# 1374
| [ Edytuj tabelę ]                          | |
| Król Polski                                | - 1370 Ludwik Węgierski 1382                                                                         |
| Współksiążęta Andory                       | - 1370 Berenguer d'Erill i de Pallars 1387 - 1343 Gaston III 1391                                    |
| Król Anglii                                | - 1327 Edward III 1377                                                                               |
| Król Aragonii i Walencji, hrabia Barcelony | - 1336 Piotr IV Aragoński 1387                                                                       |
| Władca Azteków                             | - 1325 Tenoch 1376                                                                                   |
| Elektor Brandenburgii                      | - 1373 Wacław IV Luksemburski 1378                                                                   |
| Książę Bawarii                             | - 1347 Stefan II 1375                                                                                |
| Książę Burgundii                           | - 1364 Filip II Śmiały 1404                                                                          |
| Cesarz Bizancjum                           | - 1355 Jan V Paleolog 1376                                                                           |
| Car Bułgarii                               | - 1371 Iwan Szyszman 1393 - 1356 Iwan Stracimir 1396                                                 |
| Cesarz Chin                                | - 1368 Hongwu 1398                                                                                   |
| Król Cypru                                 | - 1369 Piotr II 1382                                                                                 |
| Król Czech                                 | - 1346 Karol IV Luksemburski 1378                                                                    |
| Król Danii                                 | - 1340 Waldemar Atterdag 1376                                                                        |
| Władca Egiptu                              | - 1363 Al-Aszraf Szaban 1377                                                                         |
| Cesarz Etiopii                             | - 1372 Nyuaje Marjam 1382                                                                            |
| Król Francji                               | - 1364 Karol V Mądry 1380                                                                            |
| Król Gruzji                                | - 1360 Bagrat V Wielki 1393                                                                          |
| Hrabia Holandii                            | - 1358 Albert 1404                                                                                   |
| Cesarz Japonii                             | - 1368 Chōkei 1383                                                                                   |
| Kalif                                      | - 1362 Al-Mutawakkil I 1383                                                                          |
| Król Kastylii i Leónu                      | - 1369 Henryk II 1379                                                                                |
| Patriarcha Konstantynopola                 | - 1364 Filoteusz Kokkin 1376                                                                         |
| Władca Korei                               | - 1351 Kongmin 1374 - 1374 U 1388                                                                    |
| Wielki książę litewski                     | - 1345 Olgierd 1377                                                                                  |
| Cesarz Majapahitu                          | - 1350 Hajam Wuruk 1389                                                                              |
| Sułtan Maroka                              | - 1372 Abu al-Abbas Ahmad 1384                                                                       |
| Książę Mediolanu                           | - 1354 Galeazzo II 1378 - 1354 Bernabò 1385                                                          |
| Wielki książę moskiewski                   | - 1359 Dymitr Doński 1389                                                                            |
| Król Nawarry                               | - 1349 Karol II Zły 1387                                                                             |
| Król Norwegii                              | - 1343 Haakon VI Magnusson 1380                                                                      |
| Elektor Palatynatu                         | - 1356 Ruprecht I 1390                                                                               |
| Papież                                     | - 1370 Grzegorz XI 1378                                                                              |
| Król Portugalii                            | - 1367 Ferdynand I 1383                                                                              |
| Cesarz Rzymski (niemiecki)                 | - 1346 Karol IV Luksemburski 1378                                                                    |
| Kapitanowie Regenci San Marino             | - 1374 Andrea di Nanne Guidino di Giovanni 1374 - 1374 Giovanni di Riguccio Gozio di Mucciolino 1374 |
| Książę Serbii                              | - 1371 Łazarz I Hrebeljanović 1389                                                                   |
| Elektor Saksonii                           | - 1370 Wacław 1388                                                                                   |
| Król Szkocji                               | - 1371 Robert II 1390                                                                                |
| Król Szwecji                               | - 1364 Albrecht Meklemburski 1389                                                                    |
| Król Tajlandii                             | - 1370 Pha Ngua 1388                                                                                 |
| Sułtan Turków                              | - 1360 Murad I 1389                                                                                  |
| Doża Wenecji                               | - 1367 Andrea Contarini 1382                                                                         |
| Król Węgier                                | - 1342 Ludwik Andegaweński 1382                                                                      |
| Wielki mistrz zakonu krzyżackiego          | - 1351 Winrich von Kniprode 1382                                                                     |

Rok 1374 / MCCCLXXIV
stulecia: XIII wiek ~
XIV wiek ~
XV wiek

lata: 1364 «
1369 «
1370 «
1371 «
1372 «
1373 «
1374
» 1375
» 1376
» 1377
» 1378
» 1379
» 1384

## Wydarzenia w Polsce
- 17 września – król Ludwik Węgierski nadał szlachcie przywilej koszycki.
- Cieszyn oraz Kamieńsk otrzymały prawa miejskie.

## Wydarzenia na świecie
- W Finlandii wybuchło antyszwedzkie powstanie. Finowie przejęli kontrolę nad całym krajem, a wojska króla Albrechta Meklemburskiego zbuntowały się przeciwko niemu.

## Urodzili się
- między 3 października 1373 a 18 lutego 1374 – Jadwiga Andegaweńska, król Polski od 1384, święta Kościoła katolickiego, patronka Polski (zm. 1399)
- Leonardo Bruni, włoski humanista, historyk, pionier historiografii renesansowej, polityk, dyplomata (zm. 1444)

## Zmarli
- 6 stycznia – Andrzej Corsini, włoski karmelita, biskup Fiesole, święty katolicki (ur. 1302)
- 14 lutego – Jan V z Lutogniewa Doliwa, biskup poznański (ur. ?)
- 12 marca – Go-Kōgon, cesarz Japonii (ur. 1336)
- 19 lipca – Francesco Petrarca, włoski poeta (ur. 1304)
- dokładna data nieznana: Bogusław V, książę wołogoski (ur. 1317/1318)